# 王延熙
王延熙（？—？），浙江钱塘县人，是一名清朝政治人物。
王延熙曾于1748年接替孔传祖任南汇县知县一职，同年由潘涵接任。